# Maliheh Afnan
Maliheh Afnan (arab. مليحة افنان ; ur. 24 marca 1935 w Hajfie, zm. 6 stycznia 2016 w Londynie) – artystka graficzna.  

## Życiorys
Urodziła się w perskiej rodzinie, jednym z jej przodków był Baha Allah, założyciel bahaizmu. W 1949 roku rodzina przeprowadziła się do Bejrutu, gdzie Maliheh Afnan studiowała na Uniwersytecie Amerykańskim. W 1956 roku podjęła studia w Waszyngtonie, w Corcoran School of the Arts and Design, gdzie uzyskała tytuł Master of Arts w 1962 roku.
Po studiach mieszkała w Kuwejcie a następnie w Bejrucie. W 1974 osiadła w Paryżu, gdzie żyła do 1997 roku, kiedy to przeprowadziła się do Londynu, gdzie spędziła resztę życia.
Dzieła Maliheh Afnan zawierają elementy kaligrafii, stylizowane są na dawne zwoje i tabliczki wykopywane przez archeologów. Twórczość Maliheh Afnan wywodzi się z je bliskowschodniego dziedzictwa, lecz widoczne są wpływy zachodniej edukacji. W jej pracach można odnaleźć nawiązania do Paula Klee, Marka Rothko i Jacsona Pollocka.
Jej mentorem był Mark Tobey, którego prace, inspirowane bliskowschodnią kaligrafią wywarły duży wpływ na jej twórczość. Tobey zorganizował pierwszą indywidualną wystawę prac Maliheh Afnan w Galerie Claire Brambach w Bazylei w 1971. 
Głównie pokazywała swoje prace we Francji i w Londynie. Obrazy jej autorstwa znajdują się w kolekcjach Metropolitan Museum of Art w Nowym Jorku, British Museum w Londynie, Written Art Collection w Niemczech, Institut du Monde Arabe w Paryżu oraz BAII Bank Collection w Paryżu.
Zmarła w Londynie w wieku 80 lat.
5 lipca 2021 Google poświęciło jej Google Doodle.